# 欽定皇朝文獻通考
| 十通               |
| 《通典》           |
| 《通志》           |
| 《文献通考》       |
| 《续通典》         |
| 《续通志》         |
| 《续文献通考》     |
| 《清朝通典》       |
| 《清朝通志》       |
| 《清朝文献通考》   |
| 《清朝续文献通考》 |

《欽定皇朝文獻通考》，又名《清朝文獻通考》，清代張廷玉等奉敕撰，後嵇璜、劉墉等奉敕撰，紀昀等校訂，成書於乾隆五十二年（1787年）。記載自清朝建立（1616年）至乾隆五十年（1785年）止的典章制度。列為十通之一，與《清朝通志》《清朝通典》及《清朝續文獻通考》，合稱為「清朝四通」。

## 內容
《清朝文獻通考》原名《欽定皇朝文獻通考》，乃清高宗乾隆十二年(1747)欽命編撰，乾隆二十六年完成。本書體例仿《續文獻通考》，惟各考子目略有增刪。全書分為二十六考，三百卷，較《文獻通考》多群祀、群廟二考。
初與《續文獻通考》共為一編。乾隆二十六年(1761年)，以前朝舊事，例用平書。而述昭代之典章，錄列朝之詔諭、尊稱、鴻號，於禮當出格跳行。體例迥殊，難於畫一。遂命自開國以後，別自為書。後《續通典》《續通志》皆古今分帙，即用此書之例也。其二十四門，初亦仍馬氏之目。嗣以《宗廟考》中用馬氏舊例附錄群廟，因而載入敕建諸祠。仰蒙睿鑒周詳，綸音訓示，申明禮制，釐定典章。

## 目錄
《續文獻通考》二十六考目錄：田賦考十二卷(卷一至十二)、錢幣考六卷(卷十三至十八)、戶口考二卷(卷十九至二十)、職役考五卷(卷二十一至二十五)、征榷考六卷(卷二十六至三十一)、市糴考六卷(卷三十二至三十七)、土貢考一卷(卷三十八)、國用考八卷(卷三十九至四十六)、選舉考十六卷(卷四十七至六十二)、學校考十四卷(卷六十三至七十六)、職官考十四卷(卷七十七至九十)、郊社考十四卷(卷九十一至一百四)、群祀考二卷(卷一百五至一百六)、宗廟考十二卷(卷一百七至一百十八)、群廟考六卷(卷一百十九至一百二十四)、王禮考三十卷(卷一百二十五至一百五十四)、樂考二十四卷(卷一百五十五至一百七十八)、兵考十六卷(卷一百七十九至一百九十四)、刑考十六卷(卷一百九十五至二百十)、經籍考二十八卷(卷二百十一至二百三十八)、帝系考七卷(卷二百三十九至二百四十五)、封建考十卷(卷二百四十六至二百五十五)、象緯考十二卷(卷二百五十六至二百六十七)、物異考一卷(卷二百六十八)、輿地考二十四卷(卷二百六十九至二百九十二)、四裔考八卷(卷二百九十三至三百)。

## 提要
《四庫全書．提要》：「初與五朝《續文獻通考》共為一編。乾隆二十六年，以前朝舊事，例用平書。而述昭代之典章，錄列朝之詔諭、尊稱、鴻號，於禮當出格跳行。體例迥殊，難於畫一。遂命自開國以後，別自為書。後《續通典》、《續通志》皆古今分帙，即用此書之例也。其二十四門，初亦仍馬氏之目。嗣以《宗廟考》中用馬氏舊例附錄群廟，因而載入敕建諸祠。仰蒙睿鑒周詳，綸音訓示，申明禮制，釐定典章。載筆諸臣始共知尊卑有分，名實難淆，恍然於踵謬沿訛之失。乃恪遵聖諭，別立《群廟》一門，增原目為二十五。其中子目，《田賦》增八旗田制，《錢幣》增銀色、銀直及回部普兒，《戶口》增八旗壯丁，《土貢》增外藩，《學校》增八旗官學，《宗廟》增崇奉聖容之禮，《封建》增蒙古王公，皆以今制所有而加。《市糴》刪均輸、和買、和糴，《選舉》刪童子科，《兵考》刪車戰，皆以今制所無而省。至《象緯》增推步，《物異》刪洪範五行，《國用》分為九目，尊號冊封之典自《帝系》移入《王禮》，則斟酌而小變其例者也。考馬氏所敘宋事，雖以世家遺蔭，多識舊聞。然計其編摩，實在入元以後。故典章放失，疏略不詳。理宗以下三朝，以國史北移，更闕無一字。（案，理宗以後國史，元兵載以北歸，事見宋季《三朝政要序》。）今則聖聖相承，功成文煥。實錄記注，具錄於史官；公牘奏章，全掌於籍氏。每事皆尋源竟委，賅括無遺。故卷帙繁富，與馬氏原本相埒。夫《尚書》兼陳四代，而《周書》為多；《禮記》亦兼述三王，而《周禮》尤備。蓋監殷監夏，百度修明，文獻足徵，蒐羅自廣。有不必求博而自博者矣。」

## 版本
- 《欽定皇朝文獻通考》，四庫全書刻本，清乾隆五十二年。[2]
- 《皇朝文獻通考》，杭州浙江書局刊本，清光緖八年(1882)。[3]
- 《十通》第九種，《皇朝文獻通考》，上海商務印書館刊本，民國二十四年(1935年)。[4]
- 《清朝文獻通考》，臺北新興書局刊本，民國四十七年(1958年)。[4]